# 小度
小度(英語：Xiaodu)是中國科技企業百度公司旗下的人工智能硬件品牌。

## 應用
- 小度车载OS
- 小度全屋智能
- 小度助手
- 小度商城

## 外部連結
- 官方网站